# НЕЦЕЗИУДИК
НЕЦЕЗИУДИК (на волапюк — лишний) — московская арт-группа, именовавшая себя «революционной конкурирующей программой». Координатором программы выступал Анатолий Осмоловский.

## История
Программа «НЕЦЕЗИУДИК» существовала в Москве в 1993—1994 годах. В ней участвовали А. Бренер, А. Осмоловский, О. Мавроматти, Д. Пименов, А. Ревизоров, А. Зубаржук.

## Цитаты
- «Году в 1992-93 появляется так называемая «Конкурирующая программа Нецезиудик» во главе с Толей Осмоловским. Я помню их выставки с кирпичной стеной, выстроенной в ГЦСИ, со шприцами Бренера, воткнутыми в стену. Марат тогда очень быстро уловил, что за этим стоит некая новая тенденция, новый творческий импульс, который важно было прибрать к рукам, сделать своим. И как только появился «Нецезиудик», в недрах галереи тотчас же родился план втянуть этих художников в круг галереи. Особенно интересовал Марата Бренер — как такая романтическая фигура. Террорист Осмоловский — в меньшей степени. Некая роль в заманивании художников из «Нецезиудика» принадлежала мне: видимо, из всех художников галереи я казался ему наиболее подвижным, интеллектуальным (все остальные художники галереи были закоренелыми живописцами)»[3] — Богдан Мамонов, 2007.